# Cynthia Vescan
Cynthia Vanessa Vescan (Estrasburgo, 7 de febrero de 1992) es una deportista francesa que compite en lucha libre. Ganó tres medallas en el Campeonato Europeo de Lucha entre los años 2018 y 2023.

## Palmarés internacional
| Campeonato Europeo | Campeonato Europeo | Campeonato Europeo | Campeonato Europeo |
| Año                | Lugar              | Medalla            | Categoría          |
| ------------------ | ------------------ | ------------------ | ------------------ |
| 2018               | Kaspisk (Rusia)    | Medalla de bronce  | 72 kg              |
| 2021               | Varsovia (Polonia) | Medalla de bronce  | 76 kg              |
| 2023               | Zagreb (Croacia)   | Medalla de bronce  | 76 kg              |